# Klis
Klis és un poble de Croàcia situat al comtat de Split-Dalmàcia.

## Història
Durant el temps dels romans, la vila era coneguda amb el nom d'Andretium i es trobava a la província de Dalmàcia. És en aquesta ciutat on els rebels de la Gran Revolta Il·líria es rendiren l'any 9 després de quatre anys de conflicte.
Durant l'època en què el Regne d'Hongria estava unit a Croàcia, la vila s'anomenava Andrecrium.
El castell de Klis, també anomenat fortalesa de Klis, fou confiat als templers per Andreu II d'Hongria abans de partir a la Cinquena Croada, però no aconseguiren conservar-lo. Aquesta fortalesa també es coneix pel setge de la derrota dels tàtars el març de 1242 mentre que aquests pensaven que Béla IV d'Hongria s'havia refugiat allà, però sobretot es coneix perquè fou de nou assetjada en moltes ocasions entre 1515 i 1537 durant les guerres otomanes, i finalment aquests la donaren als venecians.